# Insula Petrovski
Insula Petrovski (în rusă Петровский остров, transliterat: Petrovski ostrov) este o insulă din delta râului Neva, aflată pe teritoriul orașului federal rus Sankt-Petersburg și delimitată de râurile Malaia Neva, Jdanovka, Malaia Nevka și de Golful Finic. Ea constituie din punct de vedere administrativ okrugul municipal Petrovski din raionul Petrogradski.

## Istoric

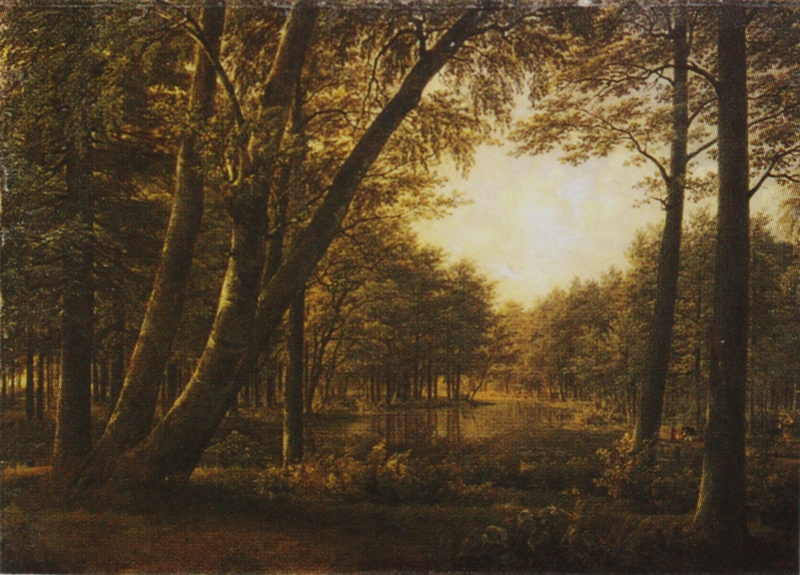
M. I. Lebedev. „Vedere de pe insula Petrovski din Sankt Petersburg”. 1832

Numele finlandez al insulei este Patsassaari în traducere „insula în formă de stâlp”. Înainte de fondarea orașului Sankt Petersburg insula avea și un nume rus: Stolbovoi ostrov. Ambele nume (cel finlandez și cel rus) aveau legătură, probabil, cu forma alungită a insulei.
Numele actual a fost menționat pentru prima dată în „Informații precise cu privire la noile construcții ale maiestății sale, țarul Petru Alekseevici, la marele râu Neva, la fortăreața de la Marea Estică și la orașul Sankt-Petersburg”, scris de un rezident olandez în 1713. Potrivit autorului, „se spune că maiestatea sa regală obișnuia să-și petreacă uneori timpul liber acolo, așa că insula a primit numele lui”.
Cu toate acestea, istoria insulei datează încă din 1643.
În ultimii ani, insula a traversat o perioadă de dezvoltare imobiliară. Planul general de dezvoltare al orașului Sankt Petersburg prevede că ar trebui să se construiască aici până în anul 2025 clădiri cu o suprafață utilă de o jumătate de milion de metri pătrați. Jumătate din această suprafață are uz rezidențial: complexele de locuințe vor ocupa 29 % din teritoriul insulei. Pe un teritoriu reprezentând circa 14% din suprafața insulei se vor afla clădiri cu uz comercial, în timp ce 20% din suprafața insulei vor avea destinația de parc și de centru de agrement.

## Poduri
Insula Petrovski este conectată cu alte insule prin următoarele poduri:
- podul Jdanovski
- podul Krasnogo Kursanta
- al patrulea pod Jdanovski
- podul Malo-Petrovski
- podul Bolșoi Petrovski
- podul Betankura

## Obiective turistice
- Complexul sportiv „Petrovski”:
  - Stadionul Petrovski
  - Mica arenă de fotbal a stadionului Petrovski
- Parcul Petrovski cu un iaz
- Casa veteranilor scenei
- Stadionul „Lokomotiv”
- Centrul de pregătire olimpică pentru gimnastică artistică
- compania de construcții navale „Almaz”
- Clubul naval de iahting al sindicatelor